# Pristimantis vilarsi
Pristimantis vilarsi é uma espécie de anfíbio da família Craugastoridae. Pode ser encontrada na Venezuela, Brasil, Colômbia e Peru.